# Maxime Soulas
Maxime Henry Armand Soulas (født 19. maj 1999 i Montpellier) er en fransk professionel fodboldspiller, der spiller for Sønderjyske Fodbold som central forsvarsspiller.

## Karriere
Den 1. july 2017, skrev Soulas under på sin første professionelle kontrakt med PSV Eindhoven, på en aftale indtil 2020. Han fik sin debut i Eerste Divisie for Jong PSV, den 1. september 2017 i en kamp mod Jong Ajax
Den 11. august 2020, skrev han under på en kontrakt med Fremad Amager i den danske 1. division. Et år senere, den 28. august 2021, skrev han under med Sønderjyske Fodbold, der på daværende tidspunkt var i Superligaen, på en kontrakt til 2025. Han rykkede ned i 1. division med Sønderjyske i sin første sæson, og spillede de to efterfølgende sæsoner i 1. division for klubben, inden han i maj 2024 kunne fejre oprykning tilbage til Superligaen med sin klub.

## Privat
Soulas taler udover fransk, flydende hollandsk, dansk og engelsk. Han danner privat par med en dansk kvinde, som han bor sammen med i Kolding og som han mødte i Haderslev, imens han spillede i Sønderjyske.